# Finale Ligure
Finale Ligure je menší italské město v Ligurii, v provincii Savona. Leží v severozápadní části země, v Janovském zálivu, na pobřeží Ligurského moře. Je součástí Italské riviéry, respektive její západní části Riviery di Ponente. Finale Ligure je vzdálené přibližně 75 km západně od Janova, hlavního centra Ligurie a 95 km od francouzských hranic. Ze známějších měst se v blízkém okolí nachází Savona, Albenga nebo Imperia.

## Město
Finale Ligure tvoří tři hlavní městské části. Hlavní čtvrť města Final Marina leží při pobřeží Středozemního moře. Centrum čtvrti tvoří promenáda s náměstím Piazza Vittorio Emanuele II. Významná je barokní bazilika S. Giovanni Battista z let 1612 až 1674. Východně navazuje na čtvrť Finalpia. Nejvýznamnější památkou zde je barokní kostel Santa Maria di Pia s románsko-gotickou věží a rokokovým průčelím.